# Het kunstmatige weeskindje
 Het kunstmatige weeskindje  is het twintigste album uit de Belgische stripreeks De avonturen van Urbanus en verscheen in 1988. Het werd getekend door Willy Linthout en bedacht door Urbanus zelf.

## Verhaal
De pastoor maakt met Cesar en Eufrazie een afspraak: Cesar mag niet meer roken en alcohol drinken, en Eufrazie mag geen Mariabeelden meer afstoffen. Cesar en Eufrazie krijgen hierdoor ruzie. Vervolgens wordt Eufrazie non in Congo. Urbanus wordt een weeskindje.

## Culturele verwijzingen
- Op een van de blootbladen die Urbanus leest terwijl zijn vader buiten staat te verkleumen staat op de cover geschreven: "Ann Petersen naakt!"